# Еринії

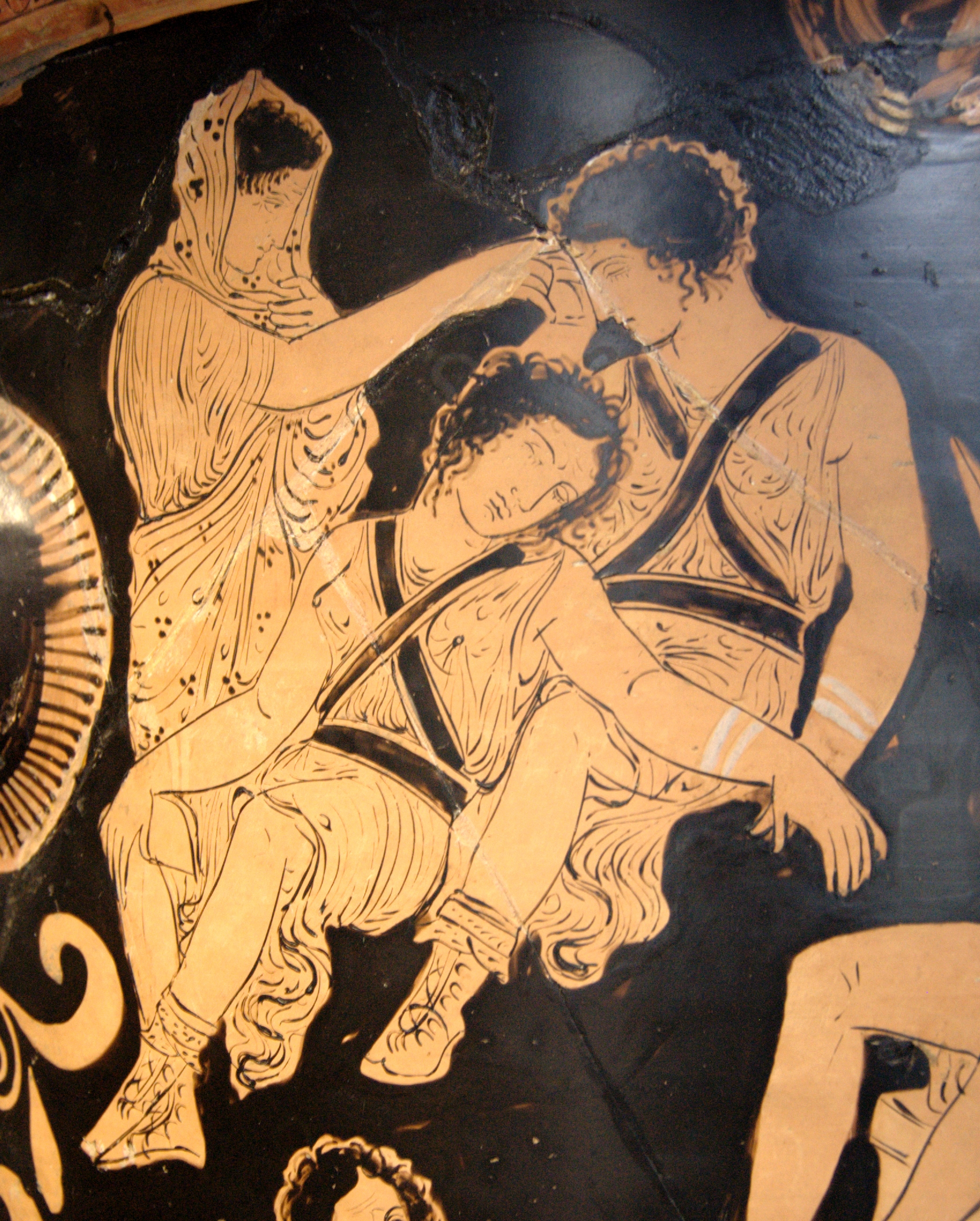
Клітемнестра будить сплячих Ериній

Еринії (грец. Ερινύες), також Евменіди (грец. Eumenides) — богині помсти (у римлян фурії).

## Походження згідно міфології
За Гесіодом, Е. — дочки Землі, заплідненої краплями крові Урана. Цей міф (пізнішого походження) намагається пов'язати родовід Ериній з першим у світі насильством проти батьків.
За Есхілом, Еринії — доньки Ночі. Софокл називає їх дітьми темряви й землі. У міфах вони завжди зображуються земними божествами, тісно пов'язаними з правилами й законами людського співжиття. Вони пильно стежать за тим, щоб не порушувались усталені стосунки між старшими і молодшими, батьками й дітьми, багатими й бідними, щасливими й нещасливими тощо. Іншими словами, щоб не зростала вигода однієї сторони коштом другої. Існують Еринії батька, матері, родичів, дітей, бідних, тобто кожного, хто скривджений і волає про помсту.

## В літературі та мистецтві
За «Іліадою», богині-месниці живуть в Аїді, звуться «жорстокими», «лютими» та «згубними». Пізніші міфографи згадують трьох богинь: Мегеру (Загрозливу), Тісіфону (Месницю) й Алекто (Безупинну).
На вазах Еринії часто зображені караючими божествами; старі, сиві, з лютим поглядом та зміями у волоссі, вони гавкають, як собаки, або ревуть, мов розлючені бики; змії обвивають їхні тулуби, повзуть по плечах або шиплять у руках богинь і з відкритими пащами тягнуться до жертви. Іноді Ериній зображують з мечем у руках або смолоскипом, який освітлює шлях у гонитві за винуватцем. Піфія зі страху втекла з храму Аполлона, коли побачив Ериній Аполлон прогнав їх із храму туди, де карають винних, де чути стогін катованих злочинців. Богині карають не тільки смертю; за скоєний злочин вони невідступно переслідують винуватця, завдаючи йому фізичних і психічних страждань навіть після смерті.
За словами Геракліта, Е. пильно стежать за тим, щоб і в навколишній природі все залишилось у своїх межах, карають за порушення присяги та встановленої міри («Іліада», IX, 454, 569; XIX, 86, 259, 418; «Одіссея», XV, 235; XVII, 475; XX, 66 — 78). Звідси зіставлення Е. з богинями долі.
Трагедія Есхіла «Евменіди», якою автор завершує трилогію «Орестея», подає чимало відомостей про богинь. Вони жадають крові матеревбивці Ореста, переслідують його від Аргосу до Дельфів, а звідти аж до Афін, і тільки заступництво Аполлона й Афіни втихомирює лють Е. і рятує Ореста.
Після примирення з богами Е. (досл. «шалені, безумні») дістають імення евменіди, тобто «ласкаві, доброзичливі». Їх називали також господинями (Potniai), вельмишановними (Semnai).
У трагедії Софокла «Едіп у Колоні» ті самі богині ласкаво приймають у гаю біля Афін Едіпа, що спокутував свою провину душевними стражданнями й злигоднями. В Евріпіда («Орест») Е. — муки сумління злочинця. З плином часу цих богинь почали ототожнювати з докорами сумління за скоєний злочин, тому вони вважалися добродійними богинями. У Римі фурії були охоронницями суспільного ладу й переслідували всіх злочинців, особливо вбивць.

### Згадки в сучасній літературі
Еринії є дійовими особами в п'єсі «Павлік Морозов» Леся Подерев'янського як «богинi помсти, гiвна, мух i менструацiї… вбранi туристками 60-х рокiв».